# Mecanismo inversor de Hart

O (primeiro) inversor de Hart. Barras da mesma cor têm o mesmo comprimento. A posição relativa do ponto fixo, do ponto de entrada e a saída ao longo de suas barras é a mesma (aqui, metade).

Quadro-A de Hart, ou segundo inversor de Hart. As barras curtas têm a metade do comprimento das longas. A barra do centro está a um quarto do caminho descendo as barras longas. Uma barra fixa ao longo da base inferior com o mesmo comprimento que as barras longas não é mostrada.

O inversor de Hart é um dos dois mecanismos que geram um movimento retilíneo perfeito sem utilizar guias deslizantes.
Ele foi inventado e publicado por Harry Hart em 1874-5.
O primeiro inversor de Hart é baseado em um antiparalelogramo. A adição de pontos fixos e um braço de condução o transformam em um mecanismo de 6 barras.
Ele pode ser usado para converter movimento rotativo em uma linha reta perfeita, fixando um ponto em uma barra curta e conduzindo um ponto em outra barra em um arco circular.
O segundo inversor de Hart, também conhecido como "Quadro-A de Hart", é menos flexível em suas dimensões, mas tem a propriedade útil de que o movimento divide os pontos da base fixa perpendicularmente.